# Кріуліно
Кріу́ліно (рос. Криулино) — село у складі Красноуфімського міського округу (Натальїнськ) Свердловської області.
Населення — 2102 особи (2010, 2067 у 2002).
Національний склад станом на 2002 рік: росіяни — 90 %.